# Glypta coloradana
Glypta coloradana är en stekelart som beskrevs av Dasch 1988. Glypta coloradana ingår i släktet Glypta och familjen brokparasitsteklar. Inga underarter finns listade i Catalogue of Life.